# ジェイミー・クック
ジェイミー・クック（Jamie Cook, 1985年7月8日 - ）は、イギリスのミュージシャン。アークティック・モンキーズのギタリストである。

## 人物
- ジェイミーはエンジニアの息子である。
- バンドのメンバーとして以上に、アレックス・ターナーとは無二の親友である。ヘビーなサウンドのロックを好み、いくつかの楽曲にも反映されている。
- 2012年7月に婚約し[1]、2014年5月31日に結婚した[2]。2015年に息子のフォレスト、2019年には娘のボニーが誕生した。

## 使用楽器
- Gibson SG (2013–present)
- Fender Starcaster (2009–present)
- Gibson ES-335 (2006–present)
- Fender Telecaster (2005–2008)
- Gretsch Spectra Sonic Baritone (2009, 2014–present) – Used on "My Propeller", "Red Right Hand" and "Knee Socks"
- Fender Telecaster Deluxe (2011–2013)